# Sandan-kyō
Sandan-kyō (jap. 三段峡 Sandan-kyō) – przełom rzeki Shiwaki w zachodniej Japonii (prefektura Hiroshima) o długości ok. 16 km. Jest częścią Quasi-Parku Narodowego Nishi-Chūgoku Sanchi.